# Liste der Monuments historiques in Zaessingue
Die Liste der Monuments historiques in Zaessingue führt die Monuments historiques in der französischen Gemeinde Zaessingue auf.

## Liste der Objekte
| Bezeichnung     | Beschreibung                                                                | Standort                                | Kennzeichnung | Schutzstatus | Datum | Bild |
| --------------- | --------------------------------------------------------------------------- | --------------------------------------- | ------------- | ------------ | ----- | ---- |
| Kirchenbänke    | Holz, Gusseisen, um 1904                                                    | in der Kirche Sts-Pierre-et-Paul (Lage) | PM68001274    | Inscrit      | 2000  |      |
| Taufbecken      | Sandstein, 1614                                                             | in der Kirche Sts-Pierre-et-Paul (Lage) | PM68001275    | Inscrit      | 2000  |      |
| Skulptur Petrus | Holz, farbig gefasst, versilbert und vergoldet, Anfang des 18. Jahrhunderts | in der Kirche Sts-Pierre-et-Paul (Lage) | PM68001276    | Inscrit      | 2000  |      |
| Zwei Dalmatiken | Seide, Baumwolle, Metallfaden, 19. Jahrhundert                              | in der Kirche Sts-Pierre-et-Paul (Lage) | PM68001271    | Inscrit      | 2000  |      |
| Monstran        | Silber, vergoldet, Glas, um 1810                                            | in der Kirche Sts-Pierre-et-Paul (Lage) | PM68001272    | Inscrit      | 2000  |      |
| Kanzel          | Holz, farbig gefasst, versilbert und vergoldet, um 1775                     | in der Kirche Sts-Pierre-et-Paul (Lage) | PM68001273    | Inscrit      | 2000  |      |
| Skulptur Paulus | Holz, farbig gefasst, versilbert und vergoldet, Anfang des 18. Jahrhunderts | in der Kirche Sts-Pierre-et-Paul (Lage) | PM68001277    | Inscrit      | 2000  |      |